# 사페레 아우데

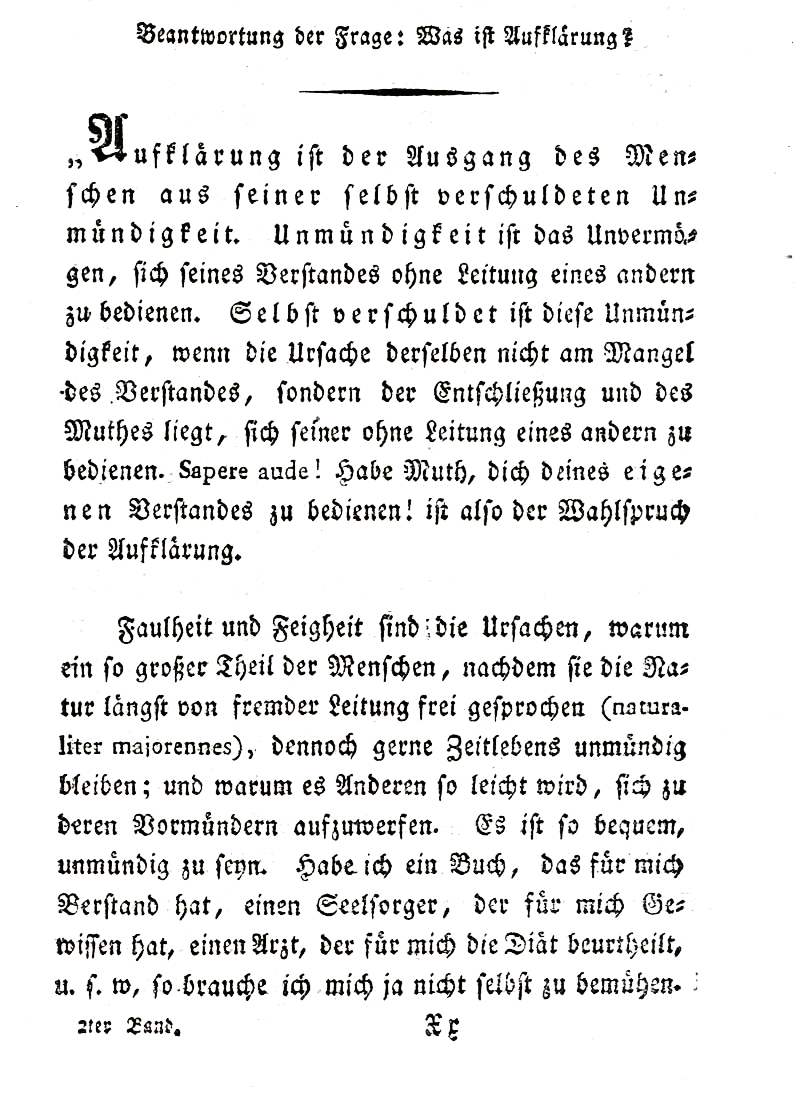
칸트의 〈계몽이란 무엇인가에 대한 답변〉

사페레 아우데(라틴어: Sapere aude)는 "과감히 알려고 하라!"는 뜻의 라틴어 경구이다. 로마 시인 호라티우스의 〈서간집〉(기원전 20년)에 처음 사용된 시구로, 이마누엘 칸트가 〈계몽이란 무엇인가에 대한 답변〉(1784년)에서 인용하면서 계몽주의의 표어가 되었다.

## 기원
본래 로마 시인 호라티우스의〈서간집〉 1권에 실린 두 번째 시에 나오는 구절이다. "Dimidium facti, qui coepit, habet; sapere aude, incipe."(시작이 반이니 / 용기 있게 알려 하라, 시작하라.)

## 같이 보기
- 헨트 대학교
- 오타고 대학교